# Carlos Takam
Armand Carlos Netsing Takam (* 6. Dezember 1980 in Douala, Kamerun) ist ein französischer Boxer im Schwergewicht.

## Amateurkarriere
Takam gewann 2003 im Superschwergewicht die Goldmedaille bei der Afrikameisterschaft in Yaoundé und eine Bronzemedaille bei den Afrikaspielen in Abuja.
Nach dem Gewinn des afrikanischen Olympia-Qualifikationsturnieres in Casablanca nahm er an den Olympischen Spielen 2004 in Athen teil, wo er im Achtelfinale des Superschwergewichts gegen den späteren ägyptischen Silbermedaillengewinner Mohamed Aly Reda ausschied.

## Profikarriere
2005 wurde er in Frankreich Profiboxer und gewann am 29. April 2011 gegen Gbenga Oluokun den Afrikameistertitel der WBO im Schwergewicht, den er im März 2012 gegen Francois Botha verteidigen konnte. Im Mai 2013 siegte er zudem gegen Michael Grant.
Im Januar 2014 erreichte er ein Unentschieden gegen Mike Perez und gewann seinen nächsten Kampf im Juni 2014 gegen Tony Thompson.
Am 24. Oktober 2014 boxte er in Moskau gegen Alexander Powetkin und verlor den Kampf durch K. o. in der zehnten Runde. Nach weiteren Siegen, unter anderem gegen Michael Sprott und George Arias, verlor er am 21. Mai 2016 nach Punkten gegen Joseph Parker.
Am 28. Oktober 2017 konnte er in Cardiff, vom Verband IBF auf Rang 3 geführt, als Ersatz für den aufgrund einer Verletzung ausgefallenen IBF-Pflichtherausforderer Kubrat Pulew gegen den IBF- und WBA-Superweltmeister Anthony Joshua antreten, verlor den Kampf jedoch durch TKO in der zehnten Runde.
Seinen nächsten Kampf bestritt er erst neun Monate später in London gegen den Briten Dereck Chisora und verlor durch TKO in Runde 8. Nach vier folgenden Siegen verlor er am 24. Juli 2021 durch TKO in der sechsten Runde gegen Joseph Joyce. Eine weitere Niederlage erlitt er am 16. September 2022 in Montreal gegen Arslanbek Machmudow.
Am 11. März 2023 gewann er, inzwischen 42 Jahre alt, in Paris überraschend nach Punkten gegen den Olympiasieger Tony Yoka.

## Filmografie
Takam trat in dem im Jahr 2023 erschienenen Film Big George Foreman als Joe Frazier auf.